# Stenosphenus sobrius
Stenosphenus sobrius là một loài bọ cánh cứng trong họ Cerambycidae.